# Nati nel 1953/Settembre
| Questa pagina contiene informazioni ricavate automaticamente dalle voci biografiche con l'ausilio del template Bio e di un bot. L'aggiornamento è periodico e automatico e ricostruisce completamente la pagina. Se manca una persona in questa lista, sei pregato di non aggiungerla, ma accertati piuttosto che la sua voce biografica contenga il template Bio e che i dati anagrafici siano correttamente compilati. Se il template Bio manca, inseriscilo tu stesso o, in alternativa, metti l'avviso {{tmp\|Bio}} che ne segnala la mancanza. Se i dati riportati sono sbagliati, correggi direttamente la voce biografica; le modifiche saranno visibili in questa lista entro pochi giorni. Per chiarimenti vedi il progetto biografie. La lista contiene solo le 240 persone che sono citate nell'enciclopedia e per le quali è stato implementato correttamente il template Bio. Pagina aggiornata al 18 lug 2025. |

- 1º settembre - Merle Allin, bassista statunitense
- 1º settembre - Rachid Bouchareb, regista cinematografico e sceneggiatore francese
- 1º settembre - Gasan Čingizovič Gusejnov, filologo classico e grecista azero
- 1º settembre - Martin Pakledinaz, costumista statunitense († 2012)
- 1º settembre - Fabrizio Palenzona, dirigente d'azienda, banchiere e politico italiano
- 1º settembre - Rocco Rock, wrestler statunitense († 2002)
- 1º settembre - Jim Skea, climatologo britannico
- 2 settembre - Michele Aiello, mafioso e imprenditore italiano
- 2 settembre - Keith Allen, attore britannico
- 2 settembre - Michelangelo Arena, ex maratoneta italiano
- 2 settembre - Christina Crosby, insegnante e scrittrice statunitense († 2021)
- 2 settembre - Stefan Leletko, sollevatore polacco († 2012)
- 2 settembre - Alberto Ricardo Lorenzelli Rossi, vescovo cattolico argentino
- 2 settembre - Barbara Marzano, attrice italiana
- 2 settembre - Aḥmad Shāh Masʿūd, militare, politico e guerrigliero afghano († 2001)
- 2 settembre - Stefano Petitti, giurista italiano
- 2 settembre - Jon Savage, conduttore televisivo, critico musicale e giornalista britannico
- 2 settembre - Gerhard Thiele, ex astronauta e fisico tedesco
- 2 settembre - John Zorn, compositore, sassofonista e polistrumentista statunitense
- 2 settembre - Domenico Zumpano, mafioso italiano († 1997)
- 3 settembre - Brunello Cucinelli, stilista e imprenditore italiano
- 3 settembre - Claudio Di Mauro, montatore italiano
- 3 settembre - David Gordon White, storico delle religioni statunitense
- 3 settembre - Jean-Pierre Jeunet, regista, sceneggiatore e produttore cinematografico francese
- 3 settembre - Graziella Mascia, politica italiana († 2018)
- 3 settembre - Mokhtar Naili, ex calciatore tunisino
- 3 settembre - Hamadoun Touré, ingegnere maliano
- 4 settembre - Vittorio Bestoso, doppiatore e direttore del doppiaggio italiano († 2023)
- 4 settembre - Ricky Calzada, ex cestista portoricano
- 4 settembre - Maurizio Montalbini, sociologo e speleologo italiano († 2009)
- 4 settembre - Loris Roggia, copilota di rally italiano († 2003)
- 4 settembre - Michael Stean, scacchista britannico
- 4 settembre - Fatih Terim, dirigente sportivo, allenatore di calcio e ex calciatore turco
- 4 settembre - Patrizio Vanessi, artista italiano
- 4 settembre - Carlos Alberto de Pinho Moreira Azevedo, vescovo cattolico portoghese
- 5 settembre - Stefano Bartolini, sassofonista, compositore e polistrumentista italiano († 2017)
- 5 settembre - Tomasz Garliński, ex cestista polacco
- 5 settembre - Jennifer Geerlings-Simons, politica surinamese
- 5 settembre - Justinus Harjosusanto, arcivescovo cattolico indonesiano
- 5 settembre - Herman Koch, scrittore e attore olandese
- 5 settembre - Dave Murray, sciatore alpino canadese († 1990)
- 5 settembre - Donato Placido, attore, scrittore e poeta italiano
- 5 settembre - Cinzia Tani, scrittrice, conduttrice televisiva e conduttrice radiofonica italiana
- 5 settembre - Luca Verdone, regista italiano
- 5 settembre - Michele Vianello, politico italiano
- 6 settembre - Renato Antonioli, ex sciatore alpino italiano
- 6 settembre - Gianbattista Baronchelli, ex ciclista su strada italiano
- 6 settembre - Wayne Bianchin, ex hockeista su ghiaccio canadese
- 6 settembre - Pavol Bojanovský, ex cestista e allenatore di pallacanestro cecoslovacco
- 6 settembre - Gianantonio Da Re, politico italiano
- 6 settembre - Dīmītrīs Kyzas, ex calciatore cipriota
- 6 settembre - Anne Lockhart, attrice statunitense
- 6 settembre - Graziano Malachin, ex cestista italiano
- 6 settembre - Leonardo Mazzantini, ex ciclista su strada italiano
- 6 settembre - Stauros Papadopoulos, allenatore di calcio e ex calciatore cipriota
- 6 settembre - Patti Yasutake, attrice statunitense († 2024)
- 7 settembre - Ami Aspelund, cantante finlandese
- 7 settembre - Enzo D'Alò, regista, animatore e sceneggiatore italiano
- 7 settembre - N'Yoka Longo, cantante della Repubblica Democratica del Congo
- 7 settembre - Šime Luketin, ex calciatore croato
- 7 settembre - Enrico Rondoni, giornalista italiano
- 7 settembre - Ernesto Stajano, ex magistrato, avvocato e politico italiano
- 7 settembre - Benmont Tench, tastierista e pianista statunitense
- 8 settembre - Pascal Greggory, attore francese
- 8 settembre - Vjačeslav Kantor, imprenditore russo
- 8 settembre - Nikolaj Kolesnikov, ex velocista sovietico
- 8 settembre - Paweł Moczydłowski, criminologo polacco
- 8 settembre - Stu Ungar, giocatore di poker statunitense († 1998)
- 9 settembre - Annamaria Clementi, attrice italiana
- 9 settembre - Giovanni Lindo Ferretti, cantautore, scrittore e attore italiano
- 9 settembre - Janet Fielding, attrice australiana
- 9 settembre - Jacek Kalinowski, ex cestista e allenatore di pallacanestro polacco
- 9 settembre - Zoran Kačić, pallanuotista jugoslavo
- 9 settembre - Milcíades Morel, ex calciatore paraguaiano
- 9 settembre - Bogdan Norčič, saltatore con gli sci jugoslavo († 2004)
- 9 settembre - Raoul Peck, regista, sceneggiatore e politico haitiano
- 9 settembre - Nelson Pyatt, ex hockeista su ghiaccio canadese
- 9 settembre - Gilles Routhier, teologo e presbitero canadese
- 9 settembre - Ališer Usmanov, imprenditore e dirigente sportivo uzbeko
- 9 settembre - Mario Vušković, calciatore jugoslavo († 1985)
- 10 settembre - Gualberto Alvino, filologo, critico letterario e scrittore italiano
- 10 settembre - Pat Cadigan, autrice di fantascienza statunitense
- 10 settembre - Mark Dodson, produttore discografico statunitense
- 10 settembre - Amy Irving, attrice statunitense
- 10 settembre - Marcie Louie, ex tennista statunitense
- 10 settembre - Michael Schønwandt, direttore d'orchestra danese
- 11 settembre - Rodolfo Dubó, ex calciatore cileno
- 11 settembre - Renée Geyer, cantautrice australiana († 2023)
- 11 settembre - Luciana Lamorgese, dirigente pubblica, prefetta e politica italiana
- 11 settembre - Tommy Shaw, chitarrista e cantante statunitense
- 11 settembre - Alfred Vitalis, ex calciatore francese
- 12 settembre - Tânia Alves, attrice, ballerina e cantante brasiliana
- 12 settembre - Arturo Angeles, ex arbitro di calcio messicano
- 12 settembre - Donatello Bellomo, scrittore italiano
- 12 settembre - Mike Collier, giocatore di football americano statunitense († 2025)
- 12 settembre - Jean-Marie Conz, allenatore di calcio e ex calciatore svizzero
- 12 settembre - Markus Bernt Eidsvig, vescovo cattolico norvegese
- 12 settembre - Janet Ely, ex tuffatrice statunitense
- 12 settembre - Piergiorgio Fasolo, attore italiano
- 12 settembre - Nan Goldin, fotografa e attivista statunitense
- 12 settembre - Gianni Lucini, giornalista, scrittore e drammaturgo italiano
- 12 settembre - Ėlla Pamfilova, politica russa
- 12 settembre - Gail Ricketson, ex canottiera statunitense
- 12 settembre - Boris Sokolovskij, ex cestista e allenatore di pallacanestro russo
- 12 settembre - William Ury, scrittore e antropologo statunitense
- 12 settembre - John Williams, ex arciere statunitense
- 13 settembre - Valdete Antoni, poetessa albanese
- 13 settembre - Claudio Di Prete, ex calciatore italiano
- 13 settembre - Taryn Power, attrice e insegnante statunitense († 2020)
- 14 settembre - François Alfonsi, politico francese
- 14 settembre - Paolo Cuccia, dirigente d'azienda e imprenditore italiano
- 14 settembre - Jan Leitner, ex lunghista cecoslovacco
- 14 settembre - Marie Amélie Lopez, ex cestista senegalese
- 14 settembre - Önder Mustafaoğlu, calciatore turco († 1982)
- 14 settembre - Judy Playfair, ex nuotatrice australiana
- 14 settembre - Severino Vasconcelos, ex calciatore brasiliano
- 14 settembre - Robert Wisdom, attore statunitense
- 15 settembre - Adrian Adonis, wrestler statunitense († 1988)
- 15 settembre - Kirkland H. Donald, ammiraglio statunitense
- 15 settembre - Astrit Hafizi, allenatore di calcio, ex calciatore e opinionista albanese
- 15 settembre - Gianni Leone, musicista e cantautore italiano
- 15 settembre - Umberto Mormile, educatore italiano († 1990)
- 15 settembre - Patricia Rhomberg, ex attrice pornografica austriaca
- 15 settembre - Keiko Takeshita, attrice giapponese
- 15 settembre - Saburo Teshigawara, coreografo e ballerino giapponese
- 15 settembre - Víctor Trossero, calciatore argentino († 1983)
- 15 settembre - Janet Williams, ex cestista australiana
- 16 settembre - Lenny Clarke, attore statunitense
- 16 settembre - Massimo Dorati, cantautore e autore televisivo italiano († 2012)
- 16 settembre - Sabet El-Batal, calciatore egiziano († 2005)
- 16 settembre - Kurt Fuller, attore statunitense
- 16 settembre - Nancy Huston, scrittrice e saggista canadese
- 16 settembre - Earl Klugh, chitarrista e compositore statunitense
- 16 settembre - Gabriele Marchesi, vescovo cattolico e missionario italiano
- 16 settembre - Manuel Pellegrini, allenatore di calcio e ex calciatore cileno
- 16 settembre - Christopher Rich, attore statunitense
- 17 settembre - Junior Bridgeman, cestista statunitense († 2025)
- 17 settembre - Nikolaos Chountis, politico greco
- 17 settembre - Bernd Dürnberger, ex calciatore tedesco occidentale
- 17 settembre - Laurex, compositore e cantante italiano
- 17 settembre - Massimo Lonardi, liutista italiano
- 17 settembre - Jan Möller, ex calciatore svedese
- 17 settembre - Mirjana Ognjenović, ex pallamanista croata
- 17 settembre - Rita Rudner, comica, attrice e cabarettista statunitense
- 17 settembre - Gene Taylor, politico statunitense
- 18 settembre - Gildo De Stefano, sociologo, giornalista e critico musicale italiano
- 18 settembre - Celso Freitas, giornalista e conduttore televisivo brasiliano
- 18 settembre - Marco Fumagalli, politico italiano
- 18 settembre - Gianfranco Gagliardi, politico italiano
- 18 settembre - Enzo Giancarli, politico italiano
- 18 settembre - Anna Levine, attrice statunitense
- 18 settembre - Toyohito Mochizuki, ex calciatore giapponese
- 18 settembre - Antonio Petrocelli, attore, cabarettista e scrittore italiano
- 18 settembre - Paul Portelli, ex calciatore maltese
- 18 settembre - Enza Rossano, giocatrice di bridge italiana
- 19 settembre - Grzegorz Błaszczyk, storico polacco
- 19 settembre - Probal Dasgupta, linguista e esperantista indiano
- 19 settembre - Dina Rubina, scrittrice russa
- 19 settembre - Michael Shine, ex velocista statunitense
- 19 settembre - Grażyna Szapołowska, attrice polacca
- 19 settembre - Vlasta Vrbková, ex cestista cecoslovacca
- 20 settembre - Evans Bentivogli, dirigente sportivo italiano († 2013)
- 20 settembre - Farès Bousdira, ex calciatore francese
- 20 settembre - Renato Curi, calciatore italiano († 1977)
- 20 settembre - Arthur Joffé, regista, sceneggiatore e attore francese
- 20 settembre - Jeff Jones, bassista canadese
- 20 settembre - Lele Melotti, batterista italiano
- 20 settembre - Józef Młynarczyk, ex calciatore polacco
- 20 settembre - Harald Seifert, bobbista tedesco
- 20 settembre - Sian Thomas, attrice britannica
- 20 settembre - Francisco Vidal, politico cileno
- 20 settembre - Joe Waters, allenatore di calcio e ex calciatore irlandese
- 21 settembre - Lars Saabye Christensen, scrittore e poeta norvegese
- 21 settembre - François Corteggiani, fumettista francese († 2022)
- 21 settembre - Andrea Ghira, criminale italiano († 1994)
- 21 settembre - Bob Huggins, ex cestista e allenatore di pallacanestro statunitense
- 21 settembre - Jean-Luc Joinel, ex rugbista a 15 e dirigente sportivo francese
- 21 settembre - Edward J. Larson, avvocato e storico statunitense
- 21 settembre - Arie Luyendyk, pilota automobilistico olandese
- 21 settembre - Reinhard Marx, cardinale e arcivescovo cattolico tedesco
- 21 settembre - Shin Hyun-ho, ex calciatore sudcoreano
- 22 settembre - Renzo Antolini, politico italiano
- 22 settembre - Vladimir Černov, baritono russo
- 22 settembre - Richard Fairbrass, cantante, bassista e conduttore televisivo britannico
- 22 settembre - Donato Piglionica, politico italiano
- 22 settembre - Farida Rahmeh, ex sciatrice alpina libanese
- 22 settembre - Ségolène Royal, funzionaria e politica francese
- 22 settembre - Angelo Vassallo, politico italiano († 2010)
- 22 settembre - Tomasz Wójtowicz, pallavolista polacco († 2022)
- 22 settembre - Jean Zin, attivista francese
- 23 settembre - Abderraouf Ben Aziza, ex calciatore tunisino
- 23 settembre - Kenny Burns, ex calciatore scozzese
- 23 settembre - Åge Hareide, allenatore di calcio e ex calciatore norvegese
- 23 settembre - Diz Minnitt, bassista e compositore britannico
- 24 settembre - Eugenio De Paoli, giornalista italiano
- 24 settembre - Børge Josefsen, ex calciatore norvegese
- 24 settembre - Eliane Karp, antropologa francese
- 24 settembre - Franco Mugnai, politico e avvocato italiano
- 24 settembre - Connie Norman, cestista statunitense († 2022)
- 24 settembre - Fausto Radici, sciatore alpino italiano († 2002)
- 24 settembre - Alan Wilder, attore statunitense
- 25 settembre - Stefano Cazzaro, ex arbitro di pallacanestro italiano
- 25 settembre - Walter De Cesaris, politico italiano
- 25 settembre - Jayne Houdyshell, attrice e cantante statunitense
- 25 settembre - Bob Layton, fumettista statunitense
- 25 settembre - Adolfo Manzi, fantino italiano
- 25 settembre - Gregory Meeks, politico e avvocato statunitense
- 25 settembre - Zoran Pančić, ex canottiere serbo
- 25 settembre - Ron Rash, scrittore e poeta statunitense
- 25 settembre - Liuwe Tamminga, organista e clavicembalista olandese († 2021)
- 25 settembre - Aldo Tommasini, ex cestista italiano
- 26 settembre - Davit Gurgenidze, compositore di scacchi georgiano
- 26 settembre - Lionello Marco Pagnoncelli, politico italiano
- 26 settembre - Alberto Ventura, islamista e orientalista italiano († 2022)
- 26 settembre - Vic Juris, musicista e chitarrista statunitense († 2019)
- 27 settembre - Diane Abbott, politica britannica
- 27 settembre - Mata Amritanandamayi, religiosa indiana
- 27 settembre - Mauro Betta, politico italiano
- 27 settembre - David Bradley, attore britannico
- 27 settembre - Benjamin Brown, velocista statunitense († 1996)
- 27 settembre - Raimondo Cappa, velista italiano
- 27 settembre - Wacław Depo, arcivescovo cattolico polacco
- 27 settembre - Claudio Gentile, ex calciatore, allenatore di calcio e dirigente sportivo italiano
- 27 settembre - Greg Ham, musicista e compositore australiano († 2012)
- 27 settembre - Monte Towe, ex cestista e allenatore di pallacanestro statunitense
- 28 settembre - Marco Donat-Cattin, terrorista italiano († 1988)
- 28 settembre - Otmar Hasler, politico liechtensteinese
- 28 settembre - Katalin Szuchy, ex cestista ungherese
- 29 settembre - Xabier Azkargorta, allenatore di calcio e ex calciatore spagnolo
- 29 settembre - Umberto Del Basso De Caro, politico italiano
- 29 settembre - Miguel Ángel Fuentes, attore messicano († 2023)
- 29 settembre - Martinho Lutero Galati, direttore di coro e musicista brasiliano († 2020)
- 29 settembre - Drake Hogestyn, attore statunitense († 2024)
- 29 settembre - Daniel Mizonzo, vescovo cattolico della Repubblica del Congo
- 29 settembre - Michael Talbot, scrittore statunitense († 1992)
- 29 settembre - Ante Čačić, allenatore di calcio e dirigente sportivo croato
- 30 settembre - Deborah Allen, cantante statunitense
- 30 settembre - Ian MacKenzie, ex nuotatore canadese
- 30 settembre - Carlos Mina, ex cestista statunitense
- 30 settembre - Agostino Miozzo, medico e dirigente pubblico italiano